# Boeing Model 204
El Boeing Model 204 fue un avión hidrocanoa estadounidense, biplano de configuración propulsora, construido por Boeing en 1929.

## Diseño y desarrollo
Externamente, el 204 parecía idéntico al Boeing Model 6E, pero una serie de cambios internos, incluyendo el incremento de la capacidad de pasajeros a cuatro, le dio unos nuevos Certificado de Tipo y número de modelo.
Se comenzó la construcción de cinco aviones, pero solo dos fueron completados. El primero, designado 204, y el segundo, 204A. Un tercer avión fue construido por un propietario privado que había comprado las tres máquinas incompletas. El 204A era una versión de doble mando que más tarde perteneció a Peter Barnes, que lo voló en su ruta principal Seattle-Victoria, CB.
El C-204 Thunderbird, un 204 modificado, fue el primer modelo producido por Boeing Aircraft of Canada. Tenían el ala y la incidencia de la cola modificados, y una reducción en el área del ala superior. El prototipo voló por primera vez el 30 de marzo de 1930, el primero de un lote de cuatro. No se vendieron rápidamente, por lo que a veces fueron alquilados para varias tareas. Finalmente se vendieron tres. Todos operaron en la Columbia Británica, permaneciendo en servicio hasta 1939.

## Variantes
204
Variante de cuatro plazas del Model 6E, uno construido.
204A
Como el Model 204, con doble mando, uno construido.
C-204 Thunderbird
Cuatro 204 construidos por Boeing Aircraft of Canada.

## Especificaciones
Referencia datos: Bowers, 1966, pg. 138

### Características generales
- Tripulación: Uno.
- Capacidad: Cuatro.
- Longitud: 9,93 m
- Envergadura: 12,10 m
- Altura: 3,66 m
- Superficie alar: 43,66 m²
- Peso vacío: 1496 kg
- Peso cargado: 2240 kg
- Planta motriz: 1× motor radial de nueve cilindros refrigerado por aire Pratt & Whitney R-1340 Wasp.
  - Potencia: 305 kW (410 hp)

### Rendimiento
- Velocidad nunca excedida (Vne): 185 km/h
- Velocidad crucero (Vc): 153 km/h
- Alcance: 563 km
- Techo de vuelo: 2743 m (9000 m)
- Régimen de ascenso: 5,1 m/s (1000 pies/min)

### Secuencias de designación
- Secuencia Numérica (interna de Boeing): ← 200 - 202 - 203 - 204 - 205 - 214 - 215 →